# Begijnenborrebos
Het Begijnenborrebos is een natuurgebied en natuurreservaat in Itterbeek.

## Ligging
Het Begijnenborrebos ligt tussen de Snikbergstraat en de forellenvijver aan de Jachthofweg. Het hele gebied bedraagt ongeveer 25 hectare, waarvan 0,7 hectare eigendom is van Natuurpunt. Het is niet toegankelijk voor het publiek, aangezien het niet doorsneden is door buurt- of voetwegen.

## Natuurwaarde
Het Begijnenborrebos wordt gedomineerd door een beukenaanplant, die weliswaar een fraaie aanblik biedt, maar iets minder soortenrijk is, gezien de beuk efficiënt het licht opvangt vóór het de bodem bereikt. Wel vertoont het bos een fraaie voorjaarsvegetatie en bevat het een interessant brongebied. Het wordt beschouwd als een stukje Zoniënwoud in Dilbeek, door de gelijkaardige vegetatie.
Het bos ligt op de helling va de Snikberg, aan de bovenloop van de Zibbeek. In de bossen, die 300 jaar oud zijn, bevinden zich bronnetjes.

## Juridisch statuut
- Op het Gewestplan staat het hele gebied aangeduid als natuurgebied.
- In 1995 werd het Begijnenborrebos beschermd als landschap.[1]
- In 2001 werd het gedeelte dat eigendom is van Natuurpunt erkend als natuurreservaat.